# رائول دوفی
رائول دوفی (انگلیسی: Raoul Dufy؛ ۳ june ۱۸۷۷ – ۲۳ مارس ۱۹۵۳ (۷۵ ساله)) یک نقاش سبک فوویسم اهل فرانسه و همچنین برادر نقاش دیگر جین دوفی بود. کارهای او بسیار رنگارنگ و دارای یک سبک تزئینی که مد روز بود می‌باشد که بیشتر برای ساختمان‌های عمومی توسعه یافته، طرح‌های سرامیک و پارچه نیز از عمده فعالیت‌های وی بود. رائول دوفی اغلب برای صحنه‌های طراحی شده در فضای آزاد نیز شهره است، او همچنین یک طراح، چاپ دستی کتاب تصویرگر و طراح مبلمان بود.
وی همچنین برنده جوایزی همچون لژیون دونور (فرمانده) شده‌است.

## زندگی‌نامه
رائول دوفی متولد یک خانواده بزرگ در لو آور نرماندی بود. او در سن چهارده سالگی به کار در یک شرکت واردات قهوه مشغول گشت. در سال ۱۸۹۵ زمانی که ۱۸ سال بیشتر نداشت شروع به گرفتن کلاس‌های شبانه هنری در لو اور یا (شهرداری مدرسه هنر) نمود.
استاد این کلاس‌ها چارلز لولیر بود که چهل سال قبل از آن یک دانش آموز از کلاس‌های آموزشی، نقاش ژان اگوست دومینیک انگر بود. دوفی موفق به ملاقات با ریموند لیکورت و اتون فریس می‌گردد، فریس همان کسی است که بعدها با او در یک استودیو هنری در مون‌مارتر همکاری داشت و تا پایان عمر به صورت دوست واقعی باقی ماندند. در طول این دوره دوفی، بیشتر نقاشی مناظر نورمن را با آبرنگ کار می‌کرد. در سال ۱۹۰۰ پس از یک سال از خدمت سربازی برنده بورس تحصیلی دانشسرای عالی ملی هنرهای زیبای پاریس می‌شود.
دوفی تا سال ۱۹۰۵ به سبک پسادریافتگری ناقص کار می‌کرد، اما تأثیر جنبش فوویسم به ویژه لوکس بودن، آرامش و شهوت کاریزماتیک این هنر وی را مجذوب کرد، جنبش فوویسم او را به کاربرد شکل‌های ساده و رنگ‌های روشن وادار ساخت، دوفی از آنجایی که طراح پارچه و سرامیک بود. سبکی شاد، سبک و تزئینی را پدید آورد که به خوبی برای موضوعات او از جمله گردشگاه‌ها، میدان‌های سوارکاری، کلوپ قایقرانی مناسب بود، ترفندهای فنی متعددی چون لکه‌های سفید (لکه‌های بی‌رنگ) را برای سایه و خطوطی سریع با روح شبه کالیگرافیک را ابداع کرد.

## نگارخانه

مسابقهٔ کرجی‌رانی در کاوس به سال ۱۹۳۴، واشنگتن نگارخانه ملی هنر آمریکا